# Aidos Sultangali
Aidos Sultangali (en kazajo: Айдос Сұлтанғали; Kyzylorda, 7 de febrero de 1996) es un deportista kazajo que compite en lucha grecorromana.
Ganó dos medallas de bronce en el Campeonato Mundial de Lucha, en los años 2018 y 2022, ambas en la categoría de 60 kg.

## Palmarés internacional
| Campeonato Mundial | Campeonato Mundial | Campeonato Mundial | Campeonato Mundial |
| Año                | Lugar              | Medalla            | Categoría          |
| ------------------ | ------------------ | ------------------ | ------------------ |
| 2018               | Budapest (Hungría) | Medalla de bronce  | 60 kg              |
| 2022               | Belgrado (Serbia)  | Medalla de bronce  | 60 kg              |